# Lázin Beatrix
Lázin Beatrix (Budapest, ? –) magyar operaénekesnő, színésznő.

## Életpályája
Budapesten született. Édesapja Lázin János futbalbíró. A Budapesti Tanítóképző Főiskola ének-zene szakán diplomázott.  1997-ben megkapta a Nemzeti Filharmónia opera-, oratórium énekesi oklevelét. Énektanára Gábor Artemisz volt. 1997-től a Győri Nemzeti Színház magánénekese, színésznője, ahova Korcsmáros György szerződtette.

## Színházi szerepei

### Próza
- Kszel Attila - Ludas Matyi jr. - Kamilla, énekes lúd
- Georges Feydeau: Bolha a fülbe - Olympe Ferraillon

### Operák
- Mozart:Figaro házassága- Marcellina
- Rossini: A sevillai borbély - Berta
- Puccini: Turandot – Turandot
- Bizet: Carmen – Carmen
- Puccini: Tosca – Tosca
- Mascagni: Parasztbecsület – Santuzza
- Mozart: Don Giovanni – Elvira
- Erkel: Hunyadi László – Szilágyi Erzsébet
- Erkel: Bánk bán – Gertrudis
- Offenbach: Hoffmann meséi - Giulietta
- Mozart: Cosi fan tutte - Dorabella
- Verdi: Rigoletto – Maddalena
- Verdi: Aida – Főpapnő
- Verdi: Otello – Emilia
- Verdi: Traviata - Flora
- Petőfi-Kovács-Bereczki: A helység kalapácsa - Erzsók, a szemérmetes

### Operettek
- Kálmán: Marica grófnő - Marica
- Kálmán: A csárdáskirálynő – Szilvia
- Huszka: Mária főhadnagy – Antónia
- Strauss: Denevér – Rosalinda, Orlovsky
- Fényes: Maya – Maya
- Ábrahám - Löhner-Beda - Grünwald: Bál a Savoyban - La Tangolita
- Lehár Ferenc: A víg özvegy - Sylviane

### Daljáték
- Kodály: Háry János - A császárné
- Kacsóh: János vitéz – Francia királyleány

### Musical
- Boris Pasternak: Doktor Zsivágó - Mrs. Guishar, Lara anyja/Guljobova
- Rodgers-Hammerstein: A muzsika hangja - Margit nővér
- Wildhorn: Jekyll és Hyde – Lady Beaconsfield
- Lionel Bart: OLIVER! - Mrs. Bedwin, Brownlow házvezetőnője
- Jávori Ferenc Fegya - Miklós Tibor - Kállai István - Böhm György: Menyasszonytánc - Blanka
- Szörényi Levente - Bródy János: István, a király - Sarolt
- Kunze - Lévay: Elisabeth - Zsófia főhercegnő

## Díjai
- Szent István-díj
- Kisfaludy-díj
- Győri Városháza Ezüst Emlékérem